# Horik Ier de Danemark
« Horik » redirige ici. Pour les autres significations, voir Horik (homonymie).
Horik Ier de Danemark est roi des Danois de 813 à 854.

## Origine
Horik est le seul des cinq fils du roi Godfried de Danemark dont les sources franques ont conservé le nom sous des formes variées : Horik, Hårik, Harek, Eurich ou même Erick

## Biographie
Dès 813, Horik et ses quatre frères anonymes s’opposent à Harald Klak et à Reginfried, rois des Danois depuis les morts simultanées au combat de Siegfried II et d’Anulon l’année précédente. Après la mort de son frère aîné en 814 et l’éviction de deux autres de ses frères en 819, Horik demeure seul roi avec son dernier frère qui disparaît alors de la documentation, lorsqu’il réussit à chasser définitivement Harald Klak le protégé des Francs en 829
Sous son règne, les raids de Vikings s’intensifient notamment contre la Frise en 834 et 835 dont la défense avait été confiée à des membres de la famille d’Harald Klak. En 837, les Danois dévastent Dorestad et s’en vont après avoir prélevé un tribut sur les habitants. Le roi Horik semble avoir pris ses distances avec ces opérations initiées par de possible concurrents au trône. À l’occasion, il punit les pillards. C’est ainsi qu’en 836, il envoie une ambassade à l'empereur Louis le Pieux en protestant de sa bonne foi et en se désolidarisant des raids effectués contre la Frise.
C’est peu après cette époque qu’un Viking, le légendaire Ragnar Lodbrok, attaque Paris le 28 mars 845 et obtient une rançon de 7 000 livres d’or et d’argent, qu'en 848 Asgeir prend Bordeaux et qu'en 849, les Vikings mettent à sac Périgueux.
En 845, Horik organise lui-même un raid important contre Louis le Germanique, avec une flotte de 600 navires qui remontent l’Elbe. Les Vikings sont repoussés par les Saxons mais ils dévastent Hambourg sur le chemin du retour. L’évêque de la ville Ansgar participe aux négociations qui rétablissent la paix à la demande d’ambassadeurs d’Horik à Louis le Germanique. Toutefois, en 847, l’empereur Lothaire Ier, Louis le Germanique et Charles le Chauve envoient à leur tour des ambassadeurs à Horik et le menacent d’une intervention armée s’il n'empêche pas les siens d’infester les pays chrétiens.
C'est vraisemblablement sous le règne d'Horik que se place également la visite d'Al-Ghazal, émissaire d'Abd al-Rahman II, émir de Cordoue qui après le pillage de Séville en 844 par les Vikings, se rend à sa cour et relève que l'épouse du roi qu'il nomme « Noud » lui réserve un accueil qui témoigne de la grande liberté de mœurs qui régnait chez ses hôtes.
Vers 849-850, le roi des Danois autorise Ansgar à reprendre son activité missionnaire dans son royaume et à bâtir des églises à Ribe et à Hedeby. Cette nouvelle tentative de christianisation restera sans suite. En 854, Horik disparaît au cours d’une guerre civile contre Gudrum le fils d’un de ses frères. Après une période d’anarchie, le trône est occupé par un second roi Horik : 
Horik dit l’Enfant qui n’était sans doute pas son fils du fait de leur homonymie et qu'à l'époque, la royauté n'était pas héréditaire au Danemark.

## Sources
- Saxo Grammaticus traduit par Jean-Pierre Troadec présentée par François-Xavier Dillmann, La Geste des  Danois, Livre I - IX, Paris, Gallimard  l'aube des peuples, 1995 (ISBN 2070729036), « VI », p. 408-409.
- Peter Brent, Les Vikings, Paris, Tallandier, 1978 (ISBN 2501000692).
- Johannes Steenstrup, Les invasions normandes en France, Paris, Éditions Albin Michel, coll. « Le Mémorial des Siècles », 1969.
- (en) Knut Helle, The Cambridge History of Scandinavia, vol. I « Prehistory to 1520 », Cambridge, 2003 (ISBN 0521472997), p. 148-49, 173.
- Annales Regni Francorum (The Latin Library)